# Солнце (Ульяновская область)
Со́лнце — посёлок в Цильнинском районе Ульяновской области. Входит в состав Большенагаткинского сельского поселения.

## География
Посёлок находится на расстоянии примерно 7 км (по прямой) к югу от села Большое Нагаткино, административного центра района.

### Часовой пояс
Посёлок Солнце, как и вся Ульяновская область, находится в часовой зоне МСК+1. Смещение применяемого времени относительно UTC составляет +4:00.

## История
Посёлок основан после Октябрьской революции. В поздние советские годы работал колхоз «Память Ильича», позже — одноимённое АО.

## Население
| 2010 |
| ---- |
| 133  |

### Национальный состав
Согласно результатам переписи 2002 года, в национальной структуре населения чуваши составляли 83 % из 137 чел.